# ウジェーヌ・スミッツ
ウジェーヌ・スミッツ（Eugène Smits、1826年5月22日 -  1912年12月4日）は、ベルギーの画家である。おもに人物画を描いた。

## 略歴
アントウェルペンで生まれた。父親のジャン・バティスト・スミッツ（Jean Baptiste Smits: 1792-1857）は法律家で後に議員となり、1841年から1843年の間、財務大臣を務めた人物である。
ブリュッセル王立美術アカデミーでフランソワ＝ジョセフ・ナヴェスに学んだ。1851年から1852年の間はパリで修行し、ベルギー出身の画家のジョセフ・ステヴァンスとアルフレッド・ステヴァンスの兄弟やフランスのバルビゾン派の画家ジャン＝フランソワ・ミレー、風景画家のウジェーヌ・イザベイらと知り合った。1855年のパリ万国博覧会にも参加した。1860年にブリュッセルに戻った後、1861年から1864年の間はイタリアで過ごした。
1868年にカミーユ・ヴァン・カンプらの自由美術協会の設立メンバーとなった。このグループはフランスの写実主義の画家、ギュスターヴ・クールベのスタイルを目標として、1872年まで3回の展覧会を開いた。
人物画を描いたが、作品数は少なく、作品を売って生活費を稼ぐ必要のない境遇であり、作品は手元において、加筆を続けることを好んだとされる。
1902 年にベルギー王立科学・文学・美術アカデミー（Académie royale des sciences, des lettres et des beaux-arts de Belgique）の会員に選ばれた。
1912年にブリュッセルのスカールベークで亡くなった。1913年にスミッツの回想や随筆を集めた「Les pensées d’Eugène Smits」がフェルナン・クノップフの挿絵で出版された。

## 作品

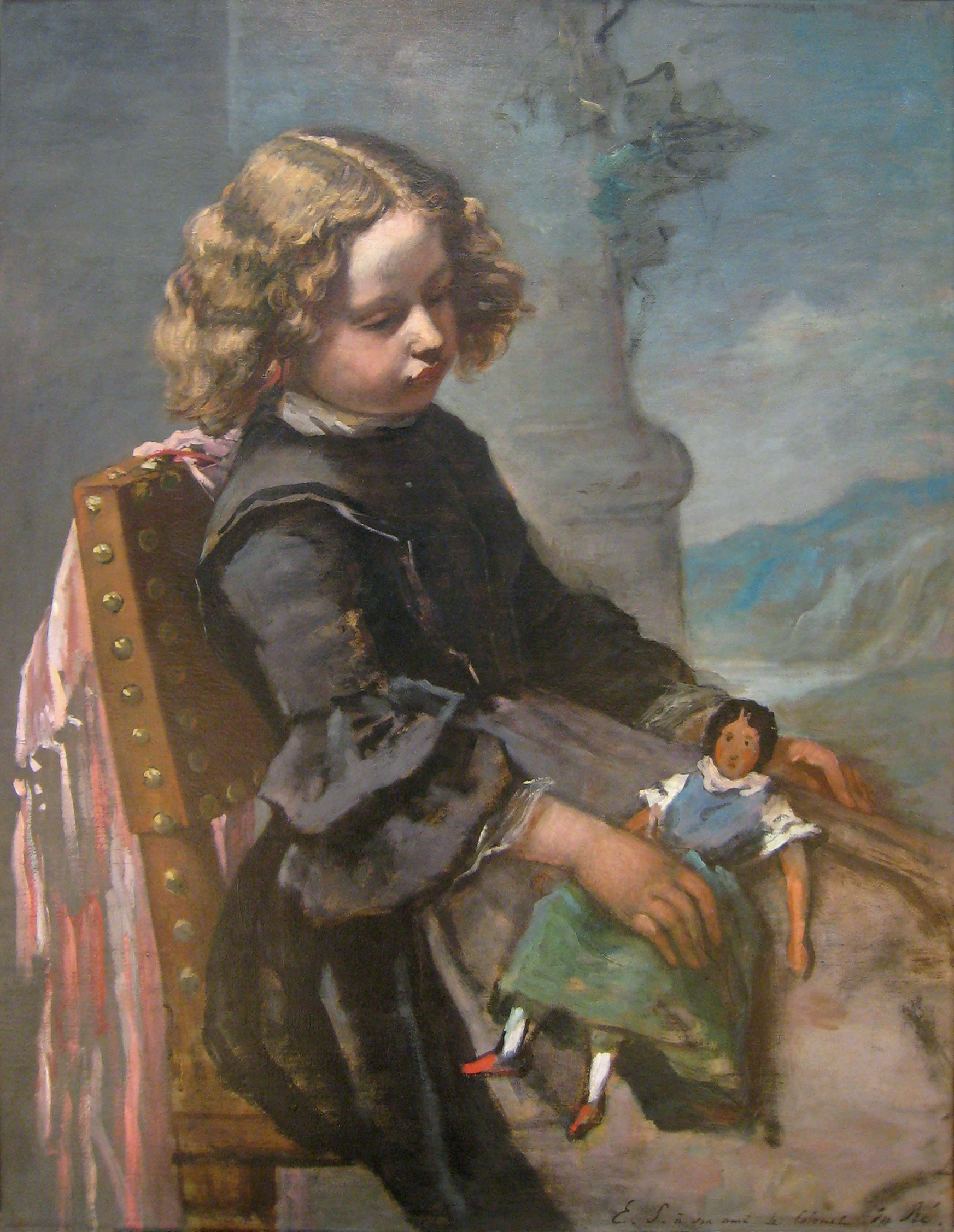
人形をもった少女 イクセル美術館
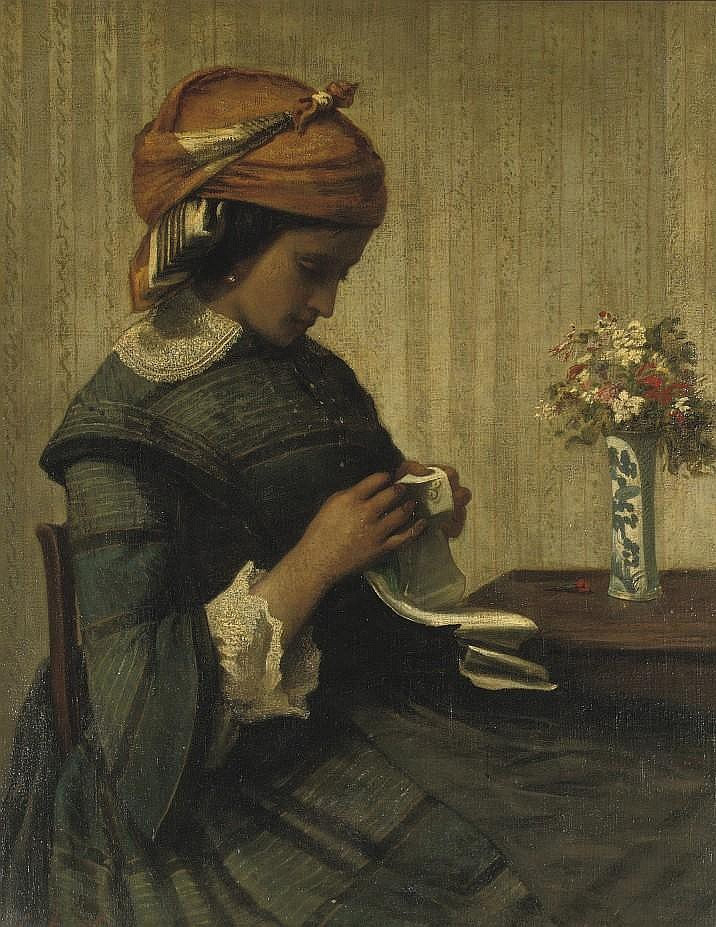
手紙を読む女性 (1856)
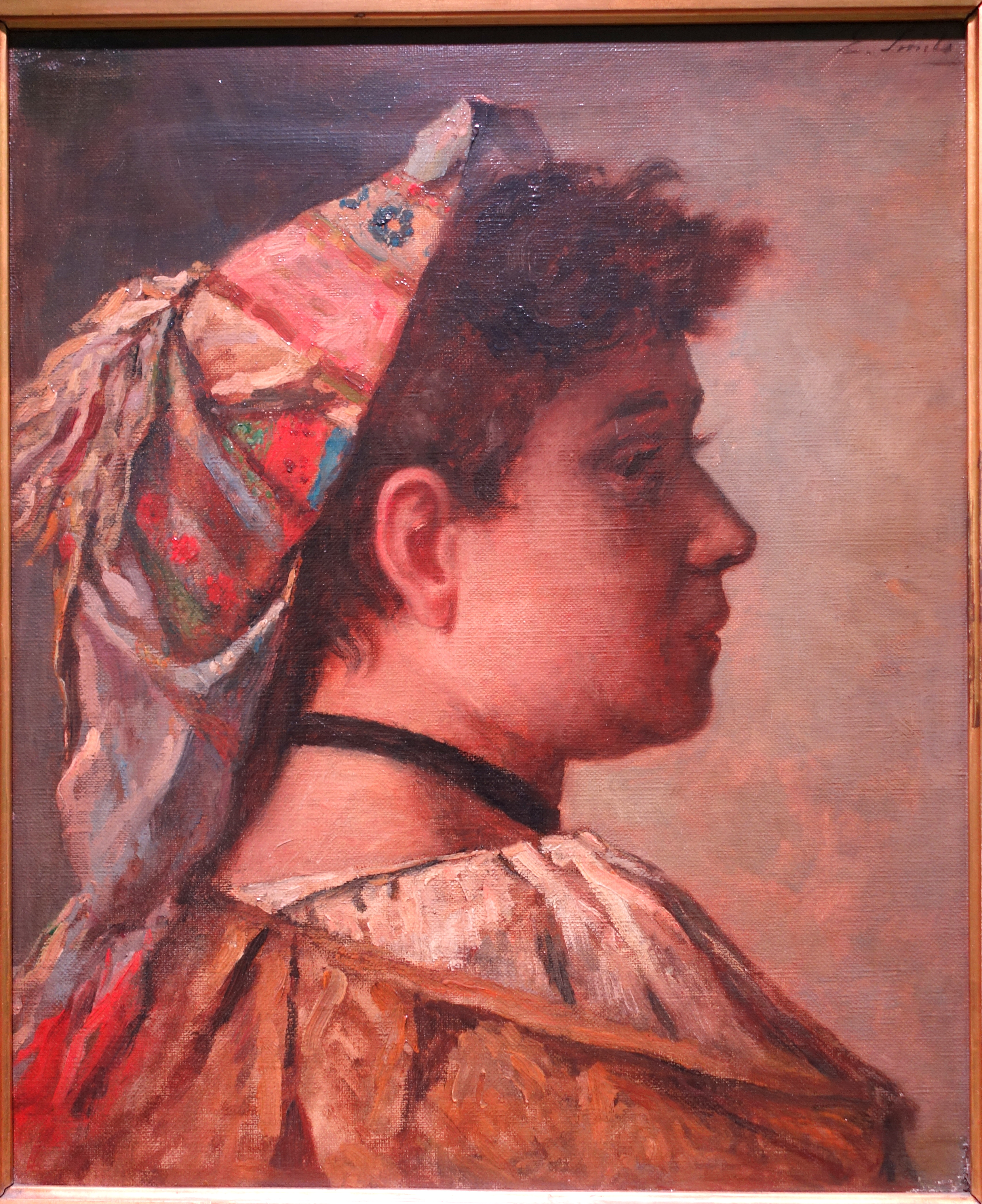
ジプシー M – Museum Leuven
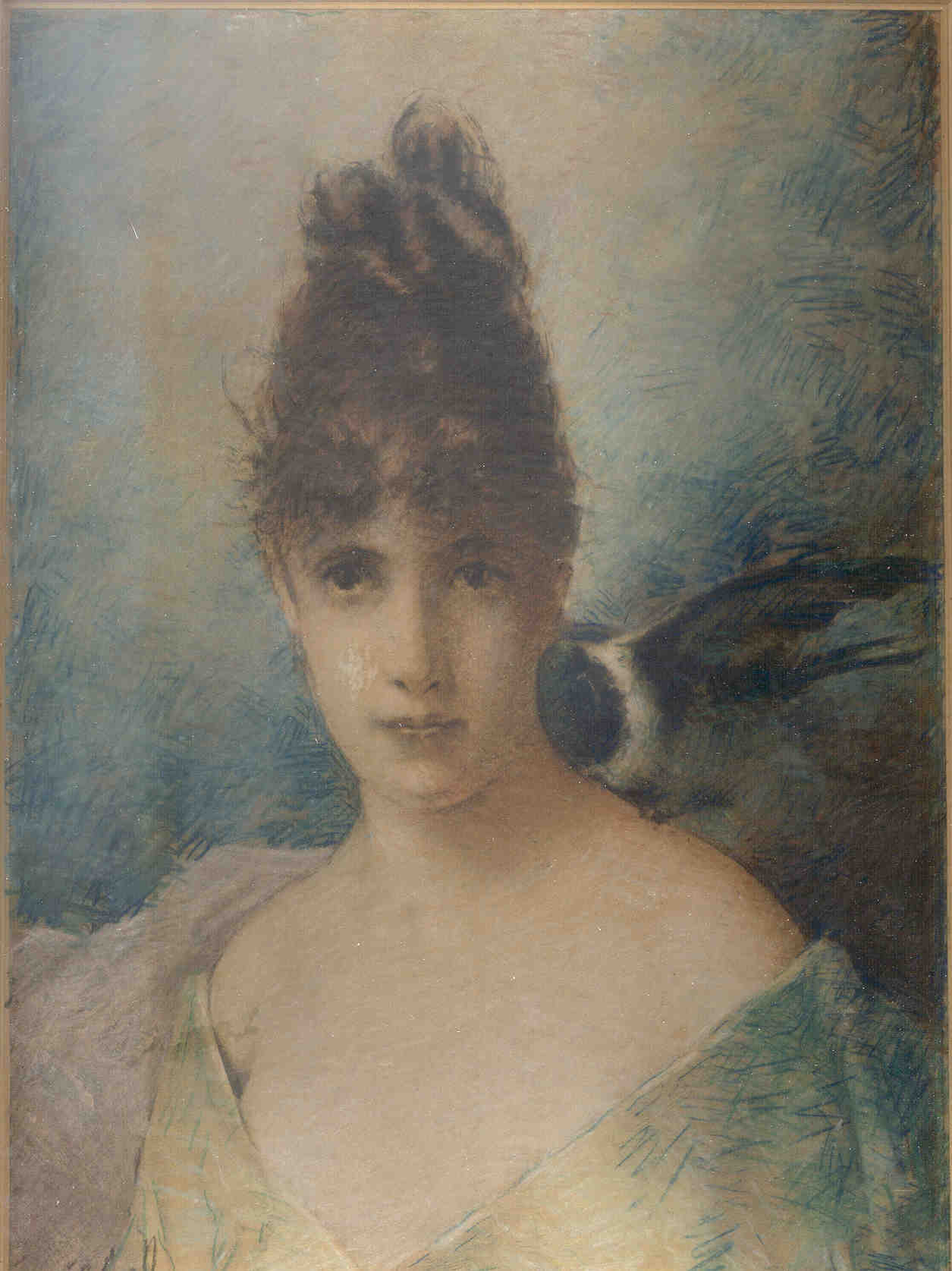
若い女性の肖像画、色鉛筆画